# Seven Soldiers of Victory
Seven Soldiers of Victory (anglais : Seven Soldiers) est une série de bande dessinée écrite par Grant Morrison. Publiée sous la forme de sept mini-séries de quatre épisodes plus deux one-shots introductifs et conclusifs par DC Comics en 2005-2006, elle est recueillie en quatre volumes en 2006-2007. Ces quatre albums sont traduits par Panini Comics en 2007-2008.
L'histoire est classique : un groupe de super-héros combat les Sheedas, extra-terrestres bleus venus du futurs. Morrison a choisi de reprendre différents personnages DC des années 1940, dont les « sept soldats de la victoire » qui donnent leur nom à la série, une équipe originellement apparue en 1941.

## Liste des comic books
- Seven Soldiers - J. H. Williams III
- Shining Knight - Simone Bianchi
- Manhattan Guardian - Cameron Stewart
- Zatanna - Ryan Sook
- Klarion - Frazer Irving
- Mister Miracle - Pascal Ferry
- Bulleteer - Yanick Paquette
- Frankenstein - Doug Mahnke

## Prix et récompenses
- 2005 : Prix Eisner de la meilleure mini-série